# Listă de actori algerieni
Aceasta este o listă de actori algerieni.

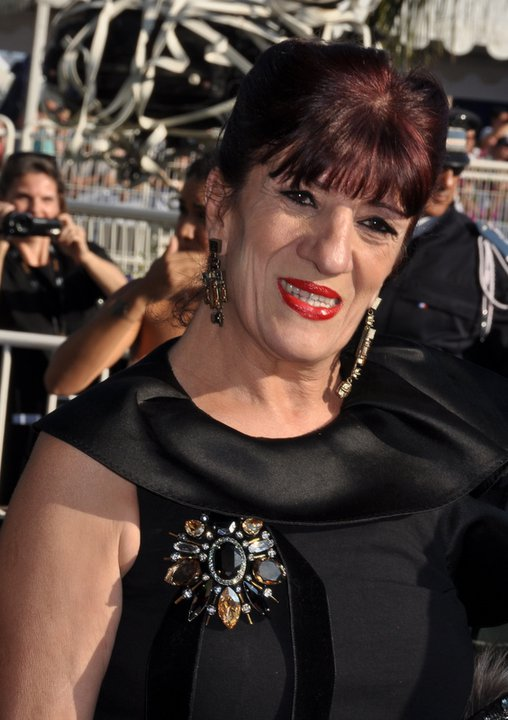
Biyouna, Cannes 2011

Cuprins: Început - 0–9 A B C D E F G H I J K L M N O P Q R S T U V W X Y Z

## A
- Hadj Abderrahmane
- Sid Ahmed Agoumi

## B
- Yahia Benmabrouk
- M'hamed Benguettaf
- Biyouna
- Mohamed Bouchaïb

## C
- Mohamed Chouikh

## E
- Hassan El Hassani

## F
- Fellag

## H
- Abderahmane Hadj
- Hassan El-Hassani
- Jean Hébey
- Mohamed Hilmi

## K
- Sid Ali Kouiret

## L
- Sara Lalama

## M
- Moussa Maaskri

## R
- Rouiched

## S
- Farida Saboundji
- Lyes Salem

## Z
- Larbi Zekkal
- Soria Zeroual

## Vezi și
- Listă de regizori algerieni